# Regiunea Oriol
Regiunea Oriol sau Orlov este o regiune de pe teritoriul Rusiei. Este o regiune realtiv mică fiind situată în partea europeană de est a Rusiei, fiind o regiune de șes care este străbută de  Oka un afluent al fluviului Volga. Caracteristic regiunii este pământul negru roditor (cernoziom) ceace a dus la dezvoltarea agriculturii și industriei alimentare. Orașele principale sunt capitala regiunii Oriol ca și Livni și Mâzensk.